# Tourville (Manche)
Pour les articles homonymes, voir Tourville.
Tourville est une ancienne commune française du département de la Manche et de la région Normandie, intégrée à la commune de Lestre en 1812.

## Toponymie
Le nom de la localité est attesté sous la forme Turvilla.

## Histoire

### Temps modernes
En 1567, le sieur de Tourville, dit Suhart, est taxé pour ce fief de 10 livres dans le rôle du ban et d'arrière-ban de la vicomté de Coutances, effectué par Gilles Dancel lieutenant général du bailli de Cotentin les 20 et 22 octobre. Le fief de Tourville qui valait un huitième de fief de haubert relevait du fief d'Escarboville.

### Époque contemporaine
En 1812, Lestre (568 habitants en 1806) absorbe Hautmoitiers (85 habitants, au nord-ouest du territoire) et Tourville (65 habitants, au sud).

## Administration
| Période | Période | Identité             | Étiquette | Qualité |
| ------- | ------- | -------------------- | --------- | ------- |
| 1792    | 1797    | Pierre Varette       |           |         |
|         |         |                      |           |         |
| 1801    | 1808    | Michel Blestel       |           |         |
| 1808    | ?       | Pierre Durnel        |           |         |
| 1810    | 1812    | A. de La Bretonnière |           |         |

## Démographie
| 1793 | 1800 | 1806 |
| ---- | ---- | ---- |
| 47   | 54   | 65   |

## Lieux et monuments
- Château du XVIIIe siècle, inscrit au titre des monuments historiques depuis le 13 septembre 2006[7].
- Clocher de l'église Saint-Jean-Baptiste, vestige de l'église de Tourville.